# Evildead
Evildead is een Amerikaanse thrashmetalband uit Californië.
De band ontstond in 1987 nadat gitarist Juan Garcia en bassist Mel Sanchez na muzikale meningsverschillen opstapten bij Agent Steel. Evildead heeft sinds de oprichting twee studioalbums en één livealbum uitgegeven.